# Torricella-Taverne
Torricella-Taverne es una comuna suiza del cantón del Tesino, situada en el distrito de Lugano, círculo de Taverne. Limita al norte con la comuna de Monteceneri, al este con Ponte Capriasca y Origlio, al sur con Lamone y Bedano, y al oeste con Alto Malcantone.

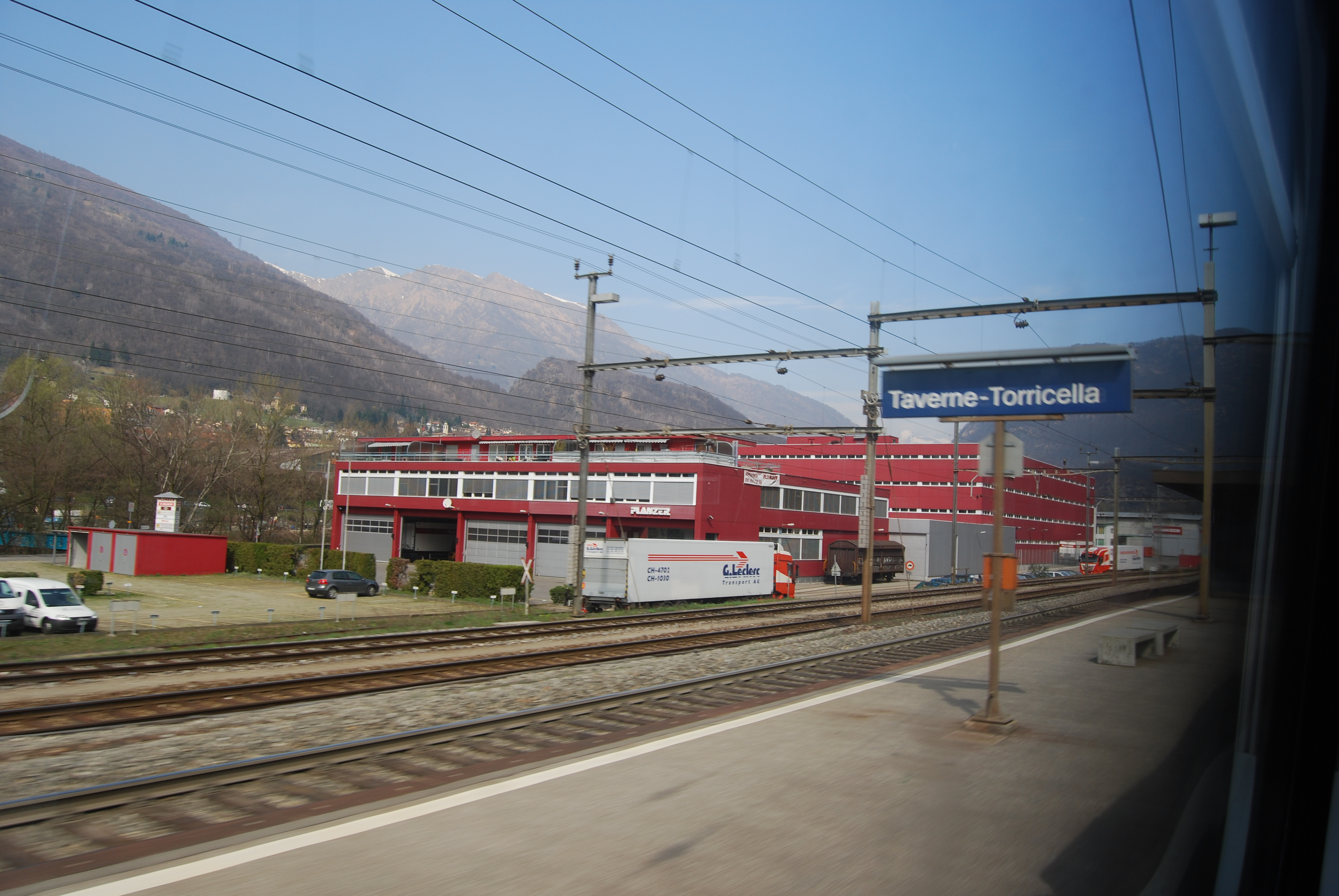
Torricella-Taverne